# 1. Fußball- und Sportverein Mainz 05 2018-2019
Questa voce raccoglie le informazioni riguardanti il 1. Fußball- und Sportverein Mainz 05  nelle competizioni ufficiali della stagione calcistica 2018-2019.

## Stagione
Nella stagione 2018-2019 il Magonza, allenato da Sandro Schwarz, concluse il campionato di Bundesliga al 12º posto. In coppa di Germania il Magonza fu eliminato al secondo turno dall'Augusta.

## Rosa
| N. |                     | Ruolo | Calciatore       |
| -- | ------------------- | ----- | ---------------- |
| 1  | Germania (bandiera) | P     | René Adler       |
| 37 | Germania (bandiera) | P     | Finn Dahmen      |
| 33 | Germania (bandiera) | P     | Jannik Huth      |
| 22 | Germania (bandiera) | P     | Florian Müller   |
| 27 | Germania (bandiera) | P     | Robin Zentner    |
| 3  | Spagna (bandiera)   | D     | Aarón Martín     |
| 16 | Germania (bandiera) | D     | Stefan Bell      |
| 18 | Germania (bandiera) | D     | Daniel Brosinski |
| 26 | Germania (bandiera) | D     | Niko Bungert     |
| 24 | Francia (bandiera)  | D     | Gaëtan Bussmann  |
| 2  | Italia (bandiera)   | D     | Giulio Donati    |
| 31 | Germania (bandiera) | D     | Ahmet Gürleyen   |
| 42 | Germania (bandiera) | D     | Alexander Hack   |
| 23 | Austria (bandiera)  | D     | Phillipp Mwene   |
| 19 | Francia (bandiera)  | D     | Moussa Niakhaté  |
| 34 | Germania (bandiera) | C     | Ridle Baku       |

| N. |                           | Ruolo | Calciatore           |
| -- | ------------------------- | ----- | -------------------- |
| 35 | Lussemburgo (bandiera)    | C     | Leandro Barreiro     |
| 25 | Costa d'Avorio (bandiera) | C     | Jean-Philippe Gbamin |
| 38 | Germania (bandiera)       | C     | Gerrit Holtmann      |
| 6  | Germania (bandiera)       | C     | Danny Latza          |
| 14 | Camerun (bandiera)        | C     | Pierre Kunde         |
| 10 | Romania (bandiera)        | C     | Alexandru Maxim      |
| 8  | Germania (bandiera)       | C     | Levin Öztunalı       |
| 7  | Svezia (bandiera)         | C     | Robin Quaison        |
| 28 | Ghana (bandiera)          | A     | Issah Abass          |
| 11 | Danimarca (bandiera)      | A     | Emil Berggreen       |
| 5  | Paesi Bassi (bandiera)    | A     | Jean-Paul Boëtius    |
| 29 | Germania (bandiera)       | A     | Jonathan Burkardt    |
| 9  | Francia (bandiera)        | A     | Jean-Philippe Mateta |
| 21 | Austria (bandiera)        | A     | Karim Onisiwo        |
| 20 | Nigeria (bandiera)        | A     | Anthony Ujah         |

## Organigramma societario
Area tecnica
- Allenatore: Sandro Schwarz
- Allenatore in seconda: Michael Falkenmayer, Jan-Moritz Lichte
- Preparatore dei portieri: Stephan Kuhnert
- Preparatori atletici: Axel Busenkell, Jonas Grünewald

## Risultati

### Bundesliga

#### Girone di andata
| Arbitro: | Siebert |

|          |           |  |
| Ujah 76’ | Marcatori |  |

| Arbitro: | Winkmann |

|           |           |            |
| Ishak 48’ | Marcatori | 25’ Mateta |

| Arbitro: | Petersen |

|                    |           |        |
| Ujah 87’ Maxim 90’ | Marcatori | 82’ Ji |

| Arbitro: | Fritz |

|             |           |  |
| Havertz 62’ | Marcatori |  |

| Magonza 26 settembre 2018, ore 20:30 CEST 5ª giornata | Magonza | 0 – 0 referto | Wolfsburg | Opel Arena (19.205 spett.)\| Arbitro: \| Stieler \| |
| Arbitro:                                              | Stieler |               |           |                                                     |

| Arbitro: | Cortus |

|            |           |  |
| Schöpf 11’ | Marcatori |  |

| Magonza 6 ottobre 2018, ore 15:30 CEST 7ª giornata | Magonza  | 0 – 0 referto | Hertha Berlino | Opel Arena (22.405 spett.)\| Arbitro: \| Schlager \| |
| Arbitro:                                           | Schlager |               |                |                                                      |

| Arbitro: | Storks |

|                                  |           |  |
| Hofmann 21’, 53’, 63’ Hazard 58’ | Marcatori |  |

| Arbitro: | Osmers |

|             |           |                         |
| Boëtius 48’ | Marcatori | 39’ Goretzka 62’ Thiago |

| Arbitro: | Winkmann |

|                       |           |             |
| Mateta 25’ Gbamin 51’ | Marcatori | 78’ Pizarro |

| Arbitro: | Stegemann |

|            |           |                                  |
| Sallai 72’ | Marcatori | 6’ Gbamin 18’ Mateta 75’ Onisiwo |

| Arbitro: | Aytekin |

|             |           |                          |
| Quaison 70’ | Marcatori | 66’ Alcácer 76’ Piszczek |

| Arbitro: | Gräfe |

|  |           |            |
|  | Marcatori | 67’ Mateta |

| Arbitro: | Hartmann |

|                      |           |              |
| Brosinski 86’ (rig.) | Marcatori | 12’ Weydandt |

| Arbitro: | Petersen |

|                                  |           |             |
| Poulsen 14’, 19’ Werner 74’, 88’ | Marcatori | 38’ Onisiwo |

| Arbitro: | Siebert |

|                  |           |                |
| Quaison 10’, 36’ | Marcatori | 31’, 45’ Jović |

| Arbitro: | Stegemann |

|              |           |            |
| Demirbay 11’ | Marcatori | 16’ Mateta |

#### Girone di ritorno
| Arbitro: | Stieler |

|                        |           |                                          |
| González 83’ Kempf 85’ | Marcatori | 22’ (aut.) Ascacíbar 28’ Mateta 72’ Hack |

| Arbitro: | Dankert |

|                                  |           |                 |
| Brosinski 12’ (rig.) Quaison 73’ | Marcatori | 43’ Margreitter |

| Arbitro: | Storks |

|                                        |           |  |
| Finnbogason 8’ (rig.), 34’ (rig.), 54’ | Marcatori |  |

| Arbitro: | Schröder |

|            |           |                                                      |
| Quaison 9’ | Marcatori | 5’ Wendell 19’ Havertz 30’, 64’ Brandt 43’ Bellarabi |

| Arbitro: | Cortus |

|                                          |           |  |
| Arnold 4’ Weghorst 69’ (rig.) Knoche 76’ | Marcatori |  |

| Arbitro: | Jablonski |

|                             |           |  |
| Onisiwo 18’, 84’ Mateta 73’ | Marcatori |  |

| Arbitro: | Aytekin |

|                      |           |                  |
| Grujić 50’ Stark 60’ | Marcatori | 46’ (aut.) Stark |

| Arbitro: | Schmidt |

|  |           |            |
|  | Marcatori | 63’ Elvedi |

| Arbitro: | Willenborg |

|                                                             |           |  |
| Lewandowski 3’ Rodríguez 33’, 51’, 55’ Coman 39’ Davies 70’ | Marcatori |  |

| Arbitro: | Fritz |

|                           |           |             |
| Rashica 3’ Kruse 36’, 63’ | Marcatori | 52’ Quaison |

| Arbitro: | Jablonski |

|                                              |           |  |
| Boëtius 20’ Mateta 25’, 33’, 77’ Onisiwo 73’ | Marcatori |  |

| Arbitro: | Aytekin |

|                 |           |             |
| Sancho 17’, 24’ | Marcatori | 83’ Quaison |

| Arbitro: | Schmidt |

|                            |           |               |
| Mateta 1’, 87’ Onisiwo 67’ | Marcatori | 19’ Lukebakio |

| Arbitro: | Storks |

|              |           |  |
| Weydandt 66’ | Marcatori |  |

| Arbitro: | Steinhaus |

|                                     |           |                                 |
| Onisiwo 43’ Niakhaté 67’ Mateta 83’ | Marcatori | 20’, 32’ Klostermann 49’ Werner |

| Arbitro: | Osmers |

|  |           |               |
|  | Marcatori | 53’, 57’ Ujah |

| Arbitro: | Aytekin |

|                                                  |           |                           |
| Brosinski 66’ (rig.) Boëtius 83’, 90’ Mateta 90’ | Marcatori | 12’ Belfodil 34’ Kramarić |

### Coppa di Germania
| Arbitro: | Zwayer |

|              |           |                            |
| Testroet 83’ | Marcatori | 31’, 65’ Maxim 59’ Quaison |

| Arbitro: | Gräfe |

|                                             |           |                       |
| Bell 40’ (aut.) Gregoritsch 86’ Caiuby 105’ | Marcatori | 19’ Mwene 45’ Quaison |

## Statistiche

### Statistiche di squadra
| Competizione      | Punti | In casa | In casa | In casa | In casa | In casa | In casa | In trasferta | In trasferta | In trasferta | In trasferta | In trasferta | In trasferta | Totale | Totale | Totale | Totale | Totale | Totale | DR  |
| Competizione      | Punti | G       | V       | N       | P       | Gf      | Gs      | G            | V            | N            | P            | Gf           | Gs           | G      | V      | N      | P      | Gf     | Gs     | DR  |
| ----------------- | ----- | ------- | ------- | ------- | ------- | ------- | ------- | ------------ | ------------ | ------------ | ------------ | ------------ | ------------ | ------ | ------ | ------ | ------ | ------ | ------ | --- |
| Bundesliga        | 43    | 17      | 8       | 5       | 4       | 31      | 22      | 17           | 4            | 2            | 11           | 15           | 35           | 34     | 12     | 7      | 15     | 46     | 57     | -11 |
| Coppa di Germania | -     | 0       | 0       | 0       | 0       | 0       | 0       | 2            | 1            | 0            | 1            | 5            | 4            | 2      | 1      | 0      | 1      | 5      | 4      | +1  |
| Totale            | -     | 17      | 8       | 5       | 4       | 31      | 22      | 19           | 5            | 2            | 12           | 20           | 39           | 36     | 13     | 7      | 16     | 51     | 61     | -10 |

### Andamento in campionato
| Giornata  | 1 | 2 | 3 | 4 | 5 | 6 | 7 | 8  | 9  | 10 | 11 | 12 | 13 | 14 | 15 | 16 | 17 | 18 | 19 | 20 | 21 | 22 | 23 | 24 | 25 | 26 | 27 | 28 | 29 | 30 | 31 | 32 | 33 | 34 |
| --------- | - | - | - | - | - | - | - | -- | -- | -- | -- | -- | -- | -- | -- | -- | -- | -- | -- | -- | -- | -- | -- | -- | -- | -- | -- | -- | -- | -- | -- | -- | -- | -- |
| Luogo     | C | T | C | T | C | T | C | T  | C  | C  | T  | C  | T  | C  | T  | C  | T  | T  | C  | T  | C  | T  | C  | T  | C  | T  | T  | C  | T  | C  | T  | C  | T  | C  |
| Risultato | V | N | V | P | N | P | N | P  | P  | V  | V  | P  | V  | N  | P  | N  | N  | V  | V  | P  | P  | P  | V  | P  | P  | P  | P  | V  | P  | V  | P  | N  | V  | V  |
| Posizione | 7 | 8 | 6 | 7 | 7 | 9 | 8 | 12 | 13 | 12 | 9  | 10 | 10 | 10 | 10 | 11 | 12 | 11 | 10 | 11 | 11 | 11 | 11 | 12 | 13 | 13 | 13 | 12 | 12 | 12 | 12 | 12 | 12 | 12 |

Legenda:

Luogo: C = Casa; T = Trasferta. Risultato: V = Vittoria; N = Pareggio; P = Sconfitta.

### Statistiche dei giocatori
| Giocatore    | Bundesliga | Bundesliga | Bundesliga  | Bundesliga | Coppa di Germania | Coppa di Germania | Coppa di Germania | Coppa di Germania | Totale   | Totale | Totale      | Totale     |
| Giocatore    | Presenze   | Reti       | Ammonizioni | Espulsioni | Presenze          | Reti              | Ammonizioni       | Espulsioni        | Presenze | Reti   | Ammonizioni | Espulsioni |
| ------------ | ---------- | ---------- | ----------- | ---------- | ----------------- | ----------------- | ----------------- | ----------------- | -------- | ------ | ----------- | ---------- |
| R. Adler     | -          | -          | -           | -          | -                 | -                 | -                 | -                 | -        | -      | -           | -          |
| F. Dahmen    | -          | -          | -           | -          | -                 | -                 | -                 | -                 | -        | -      | -           | -          |
| J. Huth      | -          | -          | -           | -          | -                 | -                 | -                 | -                 | -        | -      | -           | -          |
| F. Müller    | 24         | 0          | 0           | 0          | 1                 | 0                 | 0                 | 0                 | 25       | 0      | 0           | 0          |
| R. Zentner   | 10         | 0          | 1           | 0          | 1                 | 0                 | 0                 | 0                 | 11       | 0      | 1           | 0          |
| Aarón        | 33         | 0          | 3           | 0          | 1                 | 0                 | 0                 | 0                 | 34       | 0      | 3           | 0          |
| S. Bell      | 25         | 0          | 7           | 0          | 2                 | 0                 | 0                 | 0                 | 27       | 0      | 7           | 0          |
| D. Brosinski | 26         | 3          | 2           | 0          | 2                 | 0                 | 0                 | 0                 | 28       | 3      | 2           | 0          |
| N. Bungert   | 7          | 0          | 0           | 0          | 1                 | 0                 | 0                 | 0                 | 8        | 0      | 0           | 0          |
| G. Bussmann  | 1          | 0          | 0           | 0          | 1                 | 0                 | 0                 | 0                 | 2        | 0      | 0           | 0          |
| G. Donati    | 9          | 0          | 2           | 0          | -                 | -                 | -                 | -                 | 9        | 0      | 2           | 0          |
| A. Gürleyen  | 1          | 0          | 0           | 0          | -                 | -                 | -                 | -                 | 1        | 0      | 0           | 0          |
| A. Hack      | 14         | 1          | 1           | 0          | 1                 | 0                 | 0                 | 0                 | 15       | 1      | 1           | 0          |
| P. Mwene     | 6          | 0          | 0           | 0          | 1                 | 1                 | 0                 | 0                 | 7        | 1      | 0           | 0          |
| M. Niakhaté  | 33         | 1          | 3           | 0          | 1                 | 0                 | 0                 | 1                 | 34       | 1      | 3           | 1          |
| R. Baku      | 15         | 0          | 1           | 0          | 1                 | 0                 | 0                 | 0                 | 16       | 0      | 1           | 0          |
| L. Barreiro  | 1          | 0          | 1           | 0          | -                 | -                 | -                 | -                 | 1        | 0      | 1           | 0          |
| J. Gbamin    | 31         | 2          | 3           | 0          | 2                 | 0                 | 0                 | 0                 | 33       | 2      | 3           | 0          |
| G. Holtmann  | 4          | 0          | 2           | 0          | 1                 | 0                 | 0                 | 0                 | 5        | 0      | 2           | 0          |
| D. Latza     | 24         | 0          | 4           | 0          | -                 | -                 | -                 | -                 | 24       | 0      | 4           | 0          |
| P. Malong    | 29         | 0          | 5           | 0          | 2                 | 0                 | 0                 | 0                 | 31       | 0      | 5           | 0          |
| A. Maxim     | 22         | 1          | 3           | 0          | 2                 | 2                 | 1                 | 0                 | 24       | 3      | 4           | 0          |
| L. Öztunali  | 15         | 0          | 3           | 0          | 1                 | 0                 | 0                 | 0                 | 16       | 0      | 3           | 0          |
| R. Quaison   | 28         | 7          | 1           | 0          | 2                 | 2                 | 0                 | 0                 | 30       | 9      | 1           | 0          |
| I. Abass     | 1          | 0          | 0           | 0          | -                 | -                 | -                 | -                 | 1        | 0      | 0           | 0          |
| E. Berggreen | -          | -          | -           | -          | -                 | -                 | -                 | -                 | -        | -      | -           | -          |
| J. Boëtius   | 30         | 4          | 8           | 0          | 1                 | 0                 | 0                 | 0                 | 31       | 4      | 8           | 0          |
| J. Burkardt  | 4          | 0          | 0           | 0          | -                 | -                 | -                 | -                 | 4        | 0      | 0           | 0          |
| J. Mateta    | 34         | 14         | 2           | 0          | 2                 | 0                 | 0                 | 0                 | 36       | 14     | 2           | 0          |
| K. Onisiwo   | 26         | 7          | 2           | 0          | 1                 | 0                 | 0                 | 0                 | 27       | 7      | 2           | 0          |
| A. Ujah      | 22         | 4          | 2           | 0          | 1                 | 0                 | 0                 | 0                 | 23       | 4      | 2           | 0          |
| P. de Blasis | 1          | 0          | 0           | 0          | 1                 | 0                 | 0                 | 0                 | 2        | 0      | 0           | 0          |